# Jump (песня Van Halen)
Jump (с англ. — «Прыжок», «Прыгай») — восемнадцатый в общем и первый с альбома 1984 сингл хард-рок группы Van Halen, выпущенный 21 декабря 1983 года на лейбле Warner Bros. с House Of Pain в качестве стороны Б.

## О сингле
Это самый успешный сингл Van Halen, достигший 1-го места в США «Billboard» Hot 100.
Песня отличается от более ранних песен Van Halen тем, что она управляется линией синтезатора (играется на Oberheim OB-Xa), хотя песня содержит гитарное соло, которое было склеено из нескольких дублей.
Дэвид Ли Рот посвятил песню мастеру боевых искусств Benny «the Jet» Urquidez, учеником которого он был.
Синтезаторная линия была написана примерно в 1981 году Эдди Ван Халеном, но другие участники группы отказались от нее. В 1983 году продюсер Тед Темплман попросил Рота прослушать неиспользованную идею песни. Разъезжая на заднем сиденье своего автомобиля 1951 года Mercury, за рулем которого сидел музыкант группы Roadie — Ларри Хостлер, Рот несколько раз слушал эту мелодию, чтобы придумать слова для неё. Он вспомнил, что видел накануне вечером телевизионный репортаж о человеке, который угрожал покончить с собой, спрыгнув с высокого здания. Рот подумал, что один из зрителей такой сцены, вероятно, крикнет: «давай, прыгай». Рот отбросил это предложение от Хостлера, который согласился, что оно было хорошим. Вместо того чтобы говорить об угрозе самоубийства, эти слова были написаны как приглашение к любви. Рот позже сказал журналу «музыкант», что Хостлер был «вероятно, самым ответственным за то, как это вышло.»
Тед Темплман вспоминает, что «Jump» был записан в студии Эдди Ван Халена. «Мы пересчитываем его один раз в одном дубле по звуковым причинам. Дейв написал текст песни в тот же день на заднем сиденье своего „Меркурия“ с откидным верхом. Мы закончили все вокалы в тот же день и смешали их вечером.»

## Клип
Режиссёром музыкального видео для «Jump» был Дэвид Ли Рот. Это простой клип на исполнение, очень похожий на многие хард-рок-клипы того времени.
был номинирован на три MTV награды, и выиграл «лучшее сценическое выступление» на видео.

## Список композиций
7" Сингл США
| №  | Название | Длительность |
| -- | -------- | ------------ |
| 1. | «Jump»   | 4:04         |

| №  | Название        | Длительность |
| -- | --------------- | ------------ |
| 1. | «House of Pain» | 3:19         |

12" сингл Англия, Европа
| №  | Название | Длительность |
| -- | -------- | ------------ |
| 1. | «Jump»   | 4:04         |

| №  | Название                 | Длительность |
| -- | ------------------------ | ------------ |
| 1. | «Runnin' With The Devil» | 3:34         |
| 2. | «House of Pain»          | 3:19         |

## Позиции в хит-парадах
Годовые чарты:
| Хит-парад (1984)             | Позиция |
| ---------------------------- | ------- |
| Великобритания (Gallup Poll) | 87      |

## Концертная версия
Jump (live) — тридцать восьмой в общем и первый с альбома Live: Right Here, Right Now сингл хард-рок группы Van Halen, выпущенный в 1993 году на лейбле Warner Bros..
Также присутствует на DVD издании альбома.
Это один из 3 синглов, выпущенных с этого альбома.
Добился 93 строчки в Австралии, 12 в Нидерландах и 26 в Англии.

### Список композиций
Кассета Европпа
| №  | Название               | Длительность |
| -- | ---------------------- | ------------ |
| 1. | «Jump (live)»          | 4:27         |
| 2. | «Love Walks In (Live)» | 5:14         |

| №  | Название               | Длительность |
| -- | ---------------------- | ------------ |
| 1. | «Jump (live)»          | 4:27         |
| 2. | «Love Walks In (Live)» | 5:14         |

CD Европа
| №  | Название               | Длительность |
| -- | ---------------------- | ------------ |
| 1. | «Jump (live)»          | 4:27         |
| 2. | «Love Walks In (Live)» | 5:14         |

| №  | Название                                    | Длительность |
| -- | ------------------------------------------- | ------------ |
| 1. | «Mine All Mine (live — Ранее Не Издавался)» | 4:27         |
| 2. | «Eagles Fly (Live — Ранее Не Издавался)»    | 5:14         |

7" сингл Европа
| №  | Название      | Длительность |
| -- | ------------- | ------------ |
| 1. | «Jump (live)» | 4:27         |

| №  | Название               | Длительность |
| -- | ---------------------- | ------------ |
| 1. | «Love Walks In (Live)» | 5:14         |

## Участники записи
- Алекс Ван Хален — ударные
- Эдди Ван Хален — электрогитара, бэк-вокал, синтезатор
- Майкл Энтони — бас-гитара, бэк-вокал
- Дэвид Ли Рот — вокал
- Сэмми Хагар — вокал, ритм-гитара (в версии с альбома Live: Right Here, Right Now)
- Алан Фитцджеральд — синтезатор, бэк-вокал (в версии с альбома Live: Right Here, Right Now) (за кулисами, приписывается как «Технология клавиатуры Эдди»)